# ノーミス前提社会
ノーミス前提社会（ノーミスぜんていしゃかい）とは、一切のミスを許さない、完璧を要求される社会のこと。ノーミス主義、ノーミス社会とも言われる。
主に日本人・日本社会の問題であり、欧米にデジタルで遅れを取る原因になっている。

## 概要
主に外国人日本語話者や海外在住経験日本人に指摘される、日本の社会問題。日本が、デジタル化を含むデジタル分野・スタートアップビジネス・イノベーションで弱い原因である。欧米やシンガポールがミス前提社会であり、ミスは必ず起こるもの、発生後に解決をしていくものと考えられてる。
シンガポール等は政府系サービス機関や金融機関であってもミス前提社会であるため、海外移住労働すると日本のノーミス前提社会が特異だったことに気づく。日本では、不必要な書類の要求やミス0にするためのやり取り、夜でも対応や返信など事務作業に不必要に時間がかかってしまっている。ノーミスを最初から求めずに改善していく方が多くの場合は効率的であるため、ミス前提社会の方が労働側も顧客も楽なのではと指摘されている。
アプリも普通は最初から完璧なものではなく、バージョンアップしていくものである。企業だけでなく、顧客側も日本人顧客と異なり、一部の人除けばミス前提な考えであり、基本的に他者のミスに寛容である。コレと同様に、「最初から完璧状態でスタート」が要求される社会よりも、そう思わないミス前提社会の国のが気軽にビジネスも始めることが出来る。
約一億人へマイナンバーカード導入の際にも報道や日本社会ではミスを一切許さない様子が現れた。そのため、外国人日本語話者らから、全体の0.001％のトラブルすら許さないことにノーミス主義過ぎる、イノベーションの阻害と批判された。